# Saison 1992 de la NFL
Navigation
Édition précédente Édition suivante
La saison 1992 de la NFL est la 73e saison de la National Football League. Elle voit le sacre des Dallas Cowboys à l'occasion du Super Bowl XXVII.

## Classement général
| Qualifié en play-offs |

| AFC Est              |      |      |      |        |          |            |
| Franchise            | Vic. | Déf. | Nuls | % vic. | Pts pour | Pts contre |
| Miami Dolphins       | 11   | 5    | 0    | .688   | 340      | 281        |
| Buffalo Bills        | 11   | 5    | 0    | .688   | 381      | 283        |
| Indianapolis Colts   | 9    | 7    | 0    | .563   | 216      | 302        |
| New York Jets        | 4    | 12   | 0    | .250   | 220      | 315        |
| New England Patriots | 2    | 14   | 0    | .125   | 205      | 363        |
| AFC Central          |      |      |      |        |          |            |
| Franchise            | Vic. | Déf. | Nuls | % vic. | Pts pour | Pts contre |
| Pittsburgh Steelers  | 11   | 5    | 0    | .688   | 299      | 225        |
| Houston Oilers       | 10   | 6    | 0    | .625   | 352      | 258        |
| Cleveland Browns     | 7    | 9    | 0    | .438   | 272      | 275        |
| Cincinnati Bengals   | 5    | 11   | 0    | .313   | 274      | 364        |
| AFC Ouest            |      |      |      |        |          |            |
| Franchise            | Vic. | Déf. | Nuls | % vic. | Pts pour | Pts contre |
| San Diego Chargers   | 11   | 5    | 0    | .688   | 335      | 241        |
| Kansas City Chiefs   | 10   | 6    | 0    | .625   | 348      | 282        |
| Denver Broncos       | 8    | 8    | 0    | .500   | 262      | 329        |
| Los Angeles Raiders  | 7    | 9    | 0    | .438   | 249      | 281        |
| Seattle Seahawks     | 2    | 14   | 0    | .125   | 140      | 312        |

| NFC Est             |      |      |      |        |          |            |
| Franchise           | Vic. | Déf. | Nuls | % vic. | Pts pour | Pts contre |
| Dallas Cowboys      | 13   | 3    | 0    | .813   | 409      | 243        |
| Philadelphia Eagles | 11   | 5    | 0    | .688   | 354      | 245        |
| Washington Redskins | 9    | 7    | 0    | .563   | 300      | 255        |
| New York Giants     | 6    | 10   | 0    | .375   | 306      | 367        |
| Phoenix Cardinals   | 4    | 12   | 0    | .250   | 243      | 332        |
| NFC Central         |      |      |      |        |          |            |
| Franchise           | Vic. | Déf. | Nuls | % vic. | Pts pour | Pts contre |
| Minnesota Vikings   | 11   | 5    | 0    | .688   | 374      | 249        |
| Green Bay Packers   | 9    | 7    | 0    | .563   | 276      | 296        |
| Tampa Bay Buccs     | 5    | 11   | 0    | .313   | 267      | 365        |
| Chicago Bears       | 5    | 11   | 0    | .313   | 295      | 361        |
| Detroit Lions       | 5    | 11   | 0    | .313   | 273      | 332        |
| NFC Ouest           |      |      |      |        |          |            |
| Franchise           | Vic. | Déf. | Nuls | % vic. | Pts pour | Pts contre |
| San Francisco 49ers | 14   | 2    | 0    | .875   | 431      | 236        |
| New Orleans Saints  | 12   | 4    | 0    | .750   | 330      | 202        |
| Atlanta Falcons     | 6    | 10   | 0    | .375   | 327      | 414        |
| Los Angeles Rams    | 6    | 10   | 0    | .375   | 313      | 383        |

- Miami bat Buffalo dans l'AFC Est en raison des résultats enregistrés en conférence (9-3 contre 7-5).
- Tampa Bay termine devant Chicago et Detroit en NFC Central en raison des résultats enregistrés en conférence (5-9 contre 4-8 pour Chicago et 3-9 pour Detroit).
- Atlanta termine devant  Los Angeles Rams en NFC Ouest en raison des résultats enregistrés face à des adversaires communs (5-7 contre 4-8).
- Houston gagne la deuxième Wild Card de l'AFC  sur Kansas City en raison du résultat enregistré en confrontation directe (1-0).
- Washington gagne la troisième Wild Card de l'AFC sur Green Bay en raison des résultats enregistrés en conférence (7-5 contre 6-6).
- Durant la mi-temps de ce match se fut la star internationale Michael Jackson qui fut un show, en chantant plusieurs de ses chansons dont Billie Jean,Black or White...

## Play-offs
Les équipes évoluant à domicile sont nommées en premier. Les vainqueurs sont en gras.

### AFC
- Wild Card : 
  - 2 janvier 1993 :  San Diego 17-0 Kansas City
  - 3 janvier 1993 : Buffalo 41-38 Houston, après prolongation
- Premier tour : 
  - 9 janvier 1993 :  Pittsburgh 3-24 Buffalo
  - 10 janvier 1993 : Miami 31-0 San Diego
- Finale AFC : 
  - 17 janvier 1993 : Miami 10-29 Buffalo

### NFC
- Wild Card : 
  - 2 janvier 1993 :  Minnesota 7-24 Washington
  - 3 janvier 1993 : Nouvelle-Orléans 20-36 Philadelphie
- Premier tour : 
  - 9 janvier 1993 : San Francisco 20-13 Washington
  - 10 janvier 1993 : Dallas 34-10 Philadelphie
- Finale NFC : 
  - 17 janvier 1993 : San Francisco 20-30 Dallas

### Super Bowl XXVII
- 31 janvier 1993 : Dallas (NFC) 52-17 Buffalo (AFC), au Rose Bowl Stadium de Pasadena